# Roussoellopsis
Roussoellopsis is een geslacht van schimmels behorend tot de familie Roussoellaceae. De typesoort is Roussoellopsis japonica.

## Soorten
Volgens Index Fungorum telt het geslacht drie soorten (peildatum april 2022):
| Soortnaam                 | Auteur(s)                           | Publicatiejaar |
| ------------------------- | ----------------------------------- | -------------- |
| Roussoellopsis japonica   | (I. Hino & Katum.) I. Hino & Katum. | 1965           |
| Roussoellopsis macrospora | (I. Hino & Katum.) I. Hino & Katum. | 1965           |
| Roussoellopsis tosaensis  | (I. Hino & Katum.) I. Hino & Katum. | 1965           |